# 그리스 농구 국가대표팀
그리스 농구 국가대표팀(그리스어: Eθνική Oμάδα Καλαθοσφαίρισης Ελλάδος)은 그리스의 농구 대표팀이다. 올림픽 농구 본선에는 4번 출전하여 이 중 3번의 대회에서 8강에 올랐고 FIBA 농구 월드컵 본선에는 8번 참가하여 2006년 대회에서 준우승을 차지했으며 FIBA 유로바스켓 본선에는 27번 출전하여 3번의 결승전에서 2번의 우승과 1번의 준우승을 차지했다.

## 주요 선수

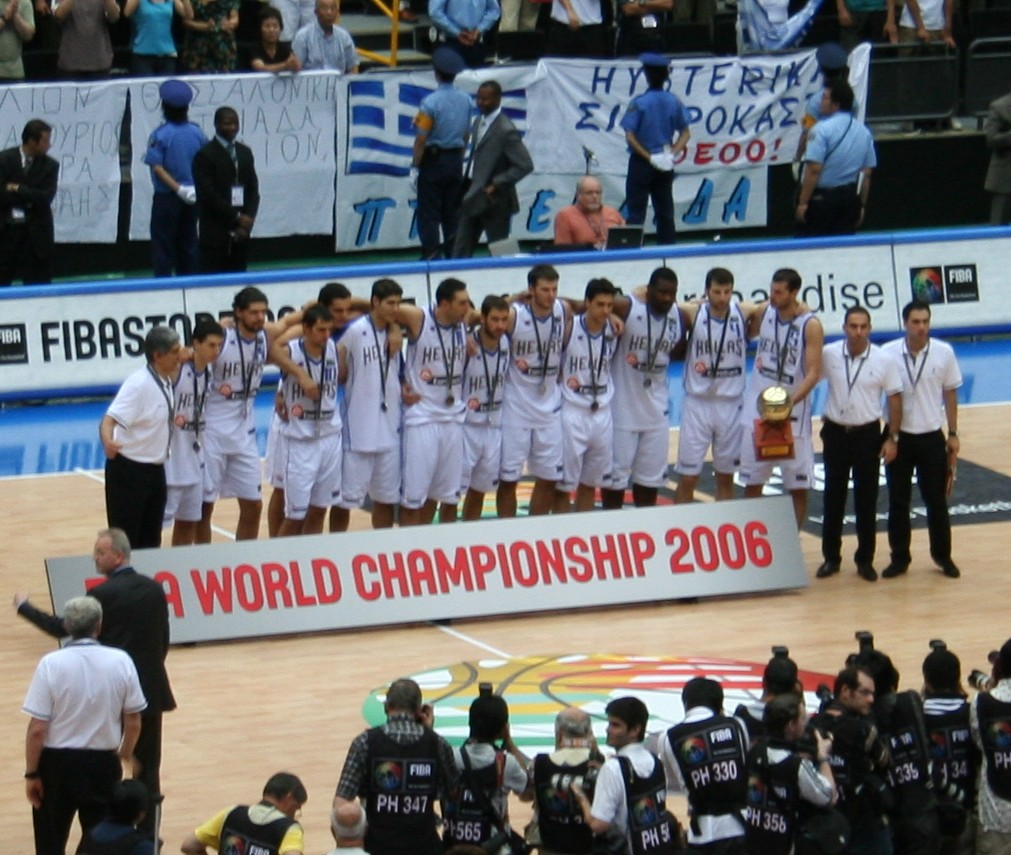
2006년 세계 선수권 대회 당시 은메달을 차지한 그리스 국가대표팀.